# Megan Stalter
Megan Marie Stalter (* 15. September 1990 in Cleveland, Ohio) ist eine US-amerikanische Komikerin und Schauspielerin. Bekannt wurde sie vor allem durch ihre Rolle als Kayla in der HBO-Max-Comedyserie Hacks.

## Leben
Stalter wuchs in Cleveland auf und lebte später in Dayton, Huber Heights und Centerville. Sie wurde in einer pfingstkirchlichen Tradition erzogen. Nach der High School besuchte sie das Sinclair Community College und kurzzeitig die Wright State University, brach ihr Studium jedoch ab, um sich der Schauspielerei zu widmen. Erste Schritte machte sie im Improvisationstheater in Dayton, später zog sie nach Chicago, um Comedy professionell auszuüben. Stalter lebt in Los Angeles und bezeichnet sich als bisexuell.

## Karriere
Seit 2018 veröffentlicht Stalter eigene Videos und trat regelmäßig in der alternativen Comedyszene New Yorks auf. Während der COVID-19-Pandemie wurde sie durch ihre improvisierten Live-Shows auf Instagram bekannt.
Sie war Teil des Casts und Autorenteams der Neuauflage von The National Lampoon Radio Hour, ist Gastgeberin der Webserie The Megan Stalter Show sowie des Podcasts Confronting Demons with Megan Stalter. Seit 2021 spielt sie die Rolle der Kayla Schaefer in der Serie Hacks.
New York Magazine zählte sie 2019 zu den „Comedians to Watch“ und auch der New York Times-Kritiker Jason Zinoman lobte sie als „Sketch-Comedy-Star einer neuen Generation“.
2023 spielte sie im Film The Treasure of Foggy Mountain eine Parkrangerin und übernahm 2025 eine Hauptrolle in der von Lena Dunham und Luis Felber entwickelten Netflix-Serie Too Much.

## Filmografie (Auswahl)

### Film
- 2020: Little Miss Ohio
- 2021: Star-Crossed: The Film … als Heist Gear Driver
- 2023: Daydreams (Sometimes I Think About Dying) … als Isobel
- 2023: Cora Bora … als Cora
- 2023: Problemista … als Lili
- 2023: First Time Female Director … als Davina
- 2023: Please Don't Destroy: The Treasure of Foggy Mountain … als Lisa
- 2024: A Nonsense Christmas with Sabrina Carpenter … als Sabrinas Freundin

### Fernsehen
- 2020–2021: Tooning Out the News (31 Folgen) … als Bonnie Davis (Stimme)
- 2021: Crank Yankers (1 Folge) … als Jet-Ski-Fahrerin
- 2021: Yearly Departed … als Sie selbst
- seit 2021: Hacks (26 Folgen) … als Kayla Schaefer
- 2022: Snack vs. Chef … als Moderation
- 2022: Queer as Folk (1 Folge) … als Meg
- 2022: The Great North (1 Folge) … als Jill (Stimme)
- 2023: RuPaul’s Drag Race (1 Folge) … als Gastjurorin
- 2025: Number 1 Happy Family USA (6 Folgen) … als Gina (Stimme)
- 2025: Too Much (10 Folgen) … als Jessica

### Musikvideos
| Jahr | Song           | Künstler        | Rolle     |
| ---- | -------------- | --------------- | --------- |
| 2021 | "simple times" | Kacey Musgraves | Diva      |
| 2022 | "What I Want"  | Muna            | Managerin |